# David Scheller
David Scheller (* 1971 in Würzburg) ist ein deutscher Schauspieler.
Scheller studierte von 1989 bis 1993 Schauspiel am  Zinner Studio München.
Er hat in zahlreichen deutschen TV-Serien, Fernseh- und Kinofilmen mitgewirkt und verkörperte darin oftmals zwielichtige Gestalten und Kriminelle.
Seine bekannteste Rolle hatte David Scheller in dem Kinofilm Das wilde Leben. In dem Werk spielt er Dieter Bockhorn, den ehemaligen Lebensgefährten von Uschi Obermaier.
David Scheller lebt in Berlin.

## Filmografie (Auswahl)
- 1992: Die Honigkuckuckskinder
- 1992: Geteilte Nacht
- 1992: Marienhof (Fernsehserie)
- 1994: Tatort – Klassen-Kampf (Fernsehreihe)
- 1994: Die Kommissarin (Fernsehserie)
- 1997: Mord für eine Schlagzeile (Fernsehfilm)
- 1998: Explodiert
- 2000: Zärtliche Sterne (Fernsehfilm)
- 2000: Kanak Attack
- 2001: Schimanski: Tödliche Liebe (Fernsehserie)
- 2001: Solange wir lieben (Fernsehfilm)
- 2001: Wambo (Fernsehfilm)
- 2001: Herz im Kopf
- 2001: Tatort – Fette Krieger
- 2002: Extreme Ops
- 2002: Tatort – Totentanz
- 2003: Polizeiruf 110 – Abseitsfalle (Fernsehreihe)
- 2003: Verschwende deine Jugend
- 2003: Yu
- 2003: Tatort – Frauenmorde
- 2005: Die Bullenbraut – Ihr erster Fall (Fernsehfilm)
- 2005: Katze im Sack
- 2005: Stadt als Beute
- 2005: 3° kälter
- 2005: Your Name Is Justine
- 2005: Nachtschicht – Tod im Supermarkt (Fernsehreihe)
- 2005: Der Adler – Die Spur des Verbrechens (Fernseh-Krimiserie)
- 2006: Die Wache (Fernsehserie)
- 2006: Die Familienanwältin (Fernsehserie)
- 2006: SK Kölsch (Fernsehserie)
- 2006: Hochhaus
- 2006: Fay Grim
- 2006: Wo ist Fred?
- 2007: Pastewka (Fernsehserie)
- 2007: Das wilde Leben
- 2008: The Lost Samaritan
- 2008: Großstadtrevier (Fernsehserie)
- 2008: Morgen räum' ich auf (Fernsehfilm)
- 2009: Commissario Laurenti – Totentanz (Fernsehreihe)
- 2009: Tatort – Platt gemacht
- 2009: Wilsberg: Oh du tödliche…
- 2010: Im Schatten
- 2010: Polizeiruf 110 – Blutiges Geld
- 2010: Zeiten ändern dich
- 2010: Tatort – Der Fluch der Mumie
- 2011: Wolfsfährte (Fernsehfilm)
- 2010: Tatort – Die Heilige
- 2012: Tatort – Es ist böse
- 2013: Kokowääh 2
- 2013: Tatort – Willkommen in Hamburg
- 2013–2014: Diese Kaminskis – Wir legen Sie tiefer! (Fernsehserie)
- 2014: Winterkartoffelknödel
- 2015: Der Bunker (Regie: Nikias Chryssos)
- 2016: Die vermisste Frau
- 2016: Auf kurze Distanz
- 2021: SOKO Hamburg (Fernsehserie)
- 2022: Strauss im Kopf
- 2023: Sonne und Beton
- 2025: Bloody Bananas